# Slalom productions
Slalom Productions est une maison de production télévisuelle fondée en 2008 par Marie-Pierre Gariépy. L'entreprise culturelle, située à Ottawa, produit des séries de fiction, jeunesse, documentaires et magazine en français, pour le marché national canadien et international. Elle est membre de l'Alliance des producteurs francophones du Canada (APFC) dont la mission est de défendre les intérêts des productions issues de la francophonie canadienne en milieu minoritaire.

## Productions
- 2024 à 2026: Startup (24 épisodes)
- 2023: Où est Winston Churchill? Le vol du Château Laurier (1 épisode)
- 2023 à 2025: Cirkus (52 épisodes)[3],[4],[5],[6],[7],[8]
- 2021 à 2024: 180 (102 épisodes)
- 2022: NIP, capsules éducatives (50 épisodes)
- 2020: On s'expose (24 épisodes)
- 2020 à 2025: 50 Façons de tuer sa mère[9](40 épisodes)
- 2020 à 2023 : Makinium (130 épisodes)
- 2019 à 2023 : La vie compliquée de Léa Olivier[10],[11],[12],[13],[14] (36 épisodes)
- 2017 à 2019 : Mehdi et Val[15](163 épisodes)
- 2018 :  La malédiction de Jonathan Plourde[16],[17],[18] (6 épisodes)
- 2017 : French en Amérique (2 épisodes)
- 2016 à 2017 : Voyage organisé[19]
- 2011 à 2016 : Motel Monstre[20](128 épisodes)
- 2013 à 2016 : Toi & Moi[21]
- 2015 : Garde-Manger
- 2015 : Qu’ont en commun[22]?
- 2015 : Mes souvenirs sont ici
- 2015 : Jérôme
- 2014 à 2015 : Ô Chalet
- 2014 : Le rêve de Champlain[23]
- 2011-2013 : Ruby
- 2010 : La ruée vers l’or[24]
- 2008 : Destination Nor’Ouest II